# 崎守站
崎守站（日语：／ Sakimori eki */?）是屬於北海道旅客鐵道室蘭本線的鐵路車站，位於日本北海道室蘭市，車站編號為H34。此站現時為無人站，亦只有普通列車停靠。站名以所在地「崎守町」命名。此站最初只是臨時停車站，1960年代隨室蘭本線複線化工程時遷移至現址，並昇格為正式車站。此站建於高架天橋及靠近「第一崎守隧道」出口的山坡上，因此仍歸納為架空車站。
車站位處的山丘建有室蘭市其中一個大型新市鎮「白鳥台」，此站亦位處於北海道道704號及白鳥台的主幹道「白鳥台中央通」上，每小時亦有最少一班巴士接駁至白鳥台社區，但地理上，此站始終位處於白鳥台的西南邊沿位置，和社區內大部份房屋的距離仍有一段距離，因此使用量除了在1990年代稍多外（每天使用人數約有200人次），現時只能維持40-50人次的客量。

## 車站構造
本站在升格為正式車站時便以簡易車站模式運作，未設置站房，但過往在月台上曾經設置過1座約20平方米的候車室，不過因遭到塗鴉、甚至縱火的破壞後，於1999年8月時被閉鎖，及後更遭拆卸。

### 月台配置

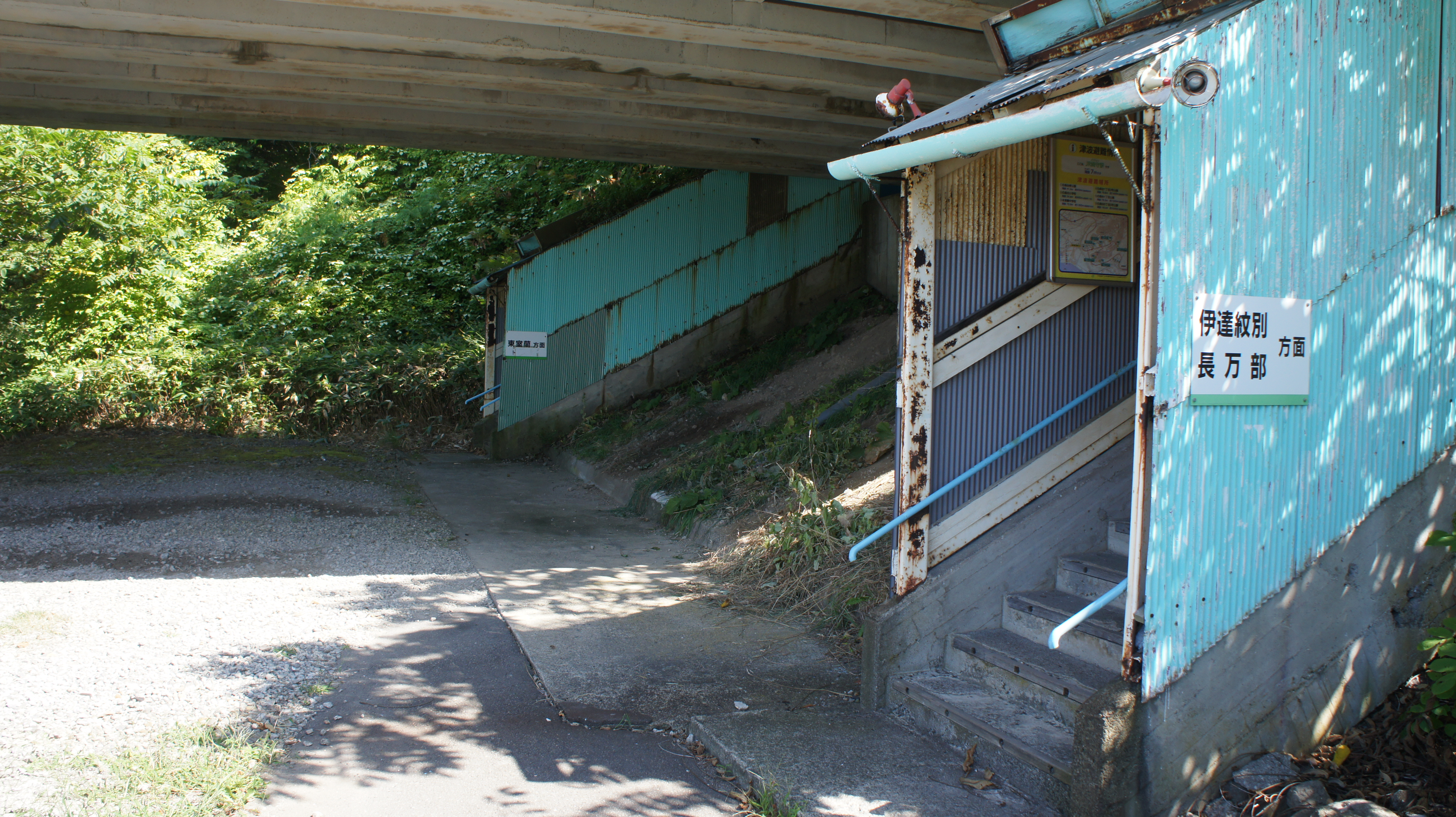
通往各月台的樓梯（2017年9月）

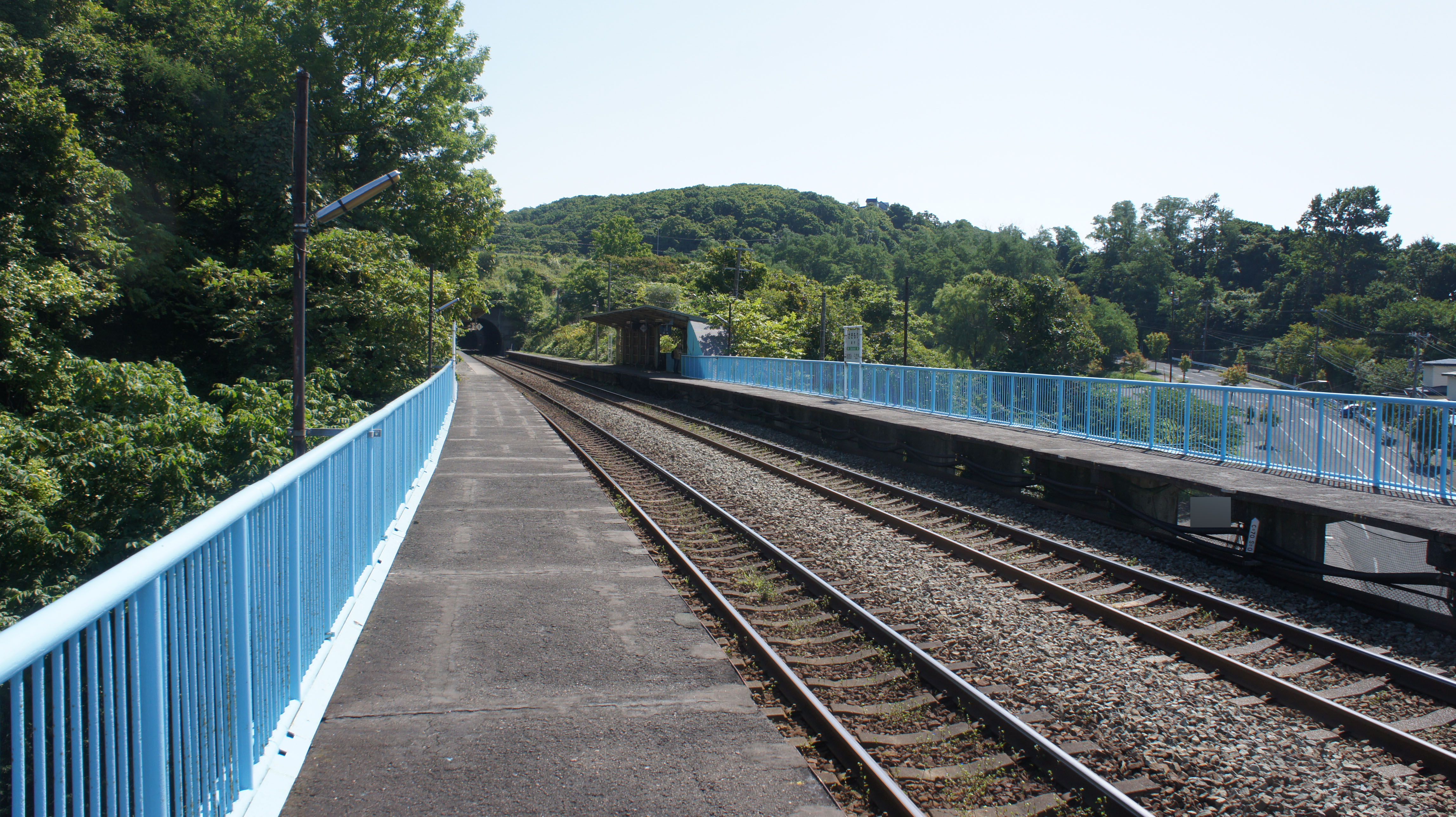
月台（2017年9月）

設有長200米的側式月台2座，月台東邊盡頭更與「第一崎守隧道」口緊貼，不過現時只會使用樓梯出入口旁的有蓋部份停靠，亦沒有設置月台編號。
兩個月台的支撐架及月台面均由水泥所建造，與一般簡易車站只利用鋼架及水泥板所搭建的完全不同。
| 月台                | 路線       | 方向 | 目的地                   |
| ------------------- | ---------- | ---- | ------------------------ |
| 北面 （靠近出入口） | ■ 室蘭本線 | 上行 | 洞爺、豐浦、長萬部方向   |
| 南面 （遠離出入口） | ■ 室蘭本線 | 下行 | 東室蘭、登別、苫小牧方向 |

## 歷史
- 1955年11月1日：日本國有鐵道室蘭本線「崎守町臨時乘降場」開業。
- 1968年9月19日：黃金站～陣屋町站複線化工程關係，崎守町臨時乘降場廢站，同時新線上崎守站昇格開業。開始處理旅客事務。
- 1987年4月1日：國鐵分割民營化，車站由JR北海道繼承。

## 相鄰車站
北海道旅客鐵道
■ 室蘭本線
■特急「北斗」
通過
■普通
黃金 (H35) - 崎守 (H34) - （貨）陣屋町 - 本輪西 (H33)

## 外部連結
- JR北海道崎守站網頁。 （页面存档备份，存于）（日語）